# Bataille de Morgarten
Notes
- Unterwald, timoré par l'enjeu, est absent, une partie de ses forces garde le col de Brunig.
- Glaris, mis à part ses paysans et forestiers, ne conteste pas l'autorité. Ce qui n'est pas le cas de leur noblesse mercenaire.

La bataille de Morgarten eut lieu le 15 novembre 1315, au sud de Zurich. Là, quelque 1 500 confédérés suisses repoussèrent les 4 000  à   8 000 soldats du duc Léopold Ier d'Autriche, seigneur de Habsbourg.
La victoire éclatante permet l'instauration entre les confédérés ou Eidgenossen du pacte de Brunnen, écrit en allemand (alors que le pacte de 1291 était en latin) et lu en public. Cette procédure de débat public, faisant référence à l'allié et lui demandant son accord ou son assentiment, a été préservée au cours des rencontres d'abord diplomatiques, puis au sein de la Diète, une des premières institutions communes actives au XVe siècle.
En 1316, Louis de Bavière, devenu empereur, confirme le privilège d'immédiateté aux Confédérés, détenteurs du contrôle de la route du Gothard. Mais le conflit ouvert entre la noble dynastie seigneuriale des Habsbourg et la modeste confédération suisse ne prend apparemment fin qu'au traité de paix de 1318, longuement négocié. Il ouvre une paix bancale, qui laisse place à un conflit larvé où tous les coups, y compris l'élimination physique des dirigeants représentatifs, sont permis.
La bataille de Morgarten est devenue légendaire et symbolique car elle a été décrite, plusieurs siècles après, comme une victoire de paysans révoltés contre la noblesse des princes et des chevaliers, et comme une inversion inédite de l'ordre social, où le riche et puissant oppresseur perd insensiblement, et où le peuple travailleur et solidaire gagne à la fin. Ainsi, elle a constitué un prototype de l'histoire médiévale suisse, expliquant inlassablement l'obtention de l'indépendance et la liberté montagnarde par l'union des cantons, face à l'oppression tyrannique de la maison Habsbourg d'Autriche.

## Causes de la bataille
Cette bataille apparaît d'abord à l'historien suisse comme la conséquence d'une violente dispute avec l'abbaye territoriale d'Einsiedeln concernant les pâtures de Schwytz, lors de l'estive 1315. Elle est aussi apparemment causée par la tension larvée entre les Habsbourg et ce que l'historien nomme plus tard les Confédérés, tension qui augmente encore lorsqu’un conflit éclate en 1314 entre le duc Louis IV de Bavière et Frédéric le Bel (de Habsbourg, duc d'Autriche), réclamant chacun la couronne. Comme les Confédérés avaient soutenu Louis IV et non pas leur seigneur de droit, les partisans habsbourgeois se servent de ces deux prétextes pour laisser éclater le conflit entre les Schwytzois et les Habsbourg.
Plusieurs tentatives d'arbitrage ne parvinrent pas à calmer le conflit opposant, à propos de droits d'usage dans des alpages et forêts, l'abbaye d'Einsiedeln, dont les Habsbourg détenaient l'avouerie (droit de suzeraineté), et les paysans schwytzois ; ceux-ci furent frappés d'excommunication et, ulcérés, attaquèrent le couvent en foule désordonnée pendant la nuit des Rois de 1314 (Marchenstreit).

### Divergences et association d'intérêts
Pourquoi une telle animosité à propos de modestes droits de pâturages ? Le monde paysan des vallées, en particulier des foresteries ou Waldstätten primitives, est au premier chef concerné, mais il est étonnant de trouver un soutien inconditionnel et radical des dirigeants des petites entités marchandes et urbaines, prospères au milieu du XIIIe siècle par leurs gestions des flux commerciaux. Il ne faut pas se laisser abuser par le vocabulaire des entités confédérés des trois cantons et confondre le réseau de bourgs et de bourgeois, qui avait réussi à se faire placer sous l'autorité directe de l'empereur Frédéric II, à partir de l'aménagement des gorges des Schöllenen (entre Göschenen et Andermatt) de 1215 à 1230, amenant l'ouverture du Gothard en 1230. L'opération est double au temps de la prospérité des croisades et des échanges croissants entre Italie et Allemagne rhénane, par ce papier miraculeux, les villes s'assimilent aux pauvres ou modestes gens des foresteries ou Waldleutes, aucun statut politique d'exception désormais ne protège ceux-ci de la rapacité d'expansion bourgeoise, à part la puissante abbaye d'Einsiedeln. Face aux puissants intérêts administratifs de celle-ci, les petites villes jouent l'animation politique et fédèrent les trois cantons sous leur tutelle. Elles recueillent probablement l'approbation papale et un soutien des principales villes italiennes.
L'observation géopolitique de l'entité, en grande partie officieuse et créée puisqu'elle doit respecter les droits régaliens de l'abbaye, montre la convergence vers Lucerne et son lac de la vallée de la Reuss (pays d'Uri menant au col du Gothard), des vallées de l'Aa de Sarnen (demi-canton d'Obwald) et l'Aa d'Engelberg (demi-canton de Nidwald), les contrées montueuses de Schwytz, situées entre la Reuss moyenne, le lac de Zurich et les vallées de la Sihl et de la Mauler rejoignant le lac.
Rodolphe de Habsbourg, empereur d'Allemagne en 1273, maître de Lucerne et d'une grande partie de l'Alsace du Sud, comprend le rôle trouble de l'association urbaine de Schwytz, de Brunnen, d'Altdorf, de Stans, de Sarnen ostensiblement contre l'intérêt de sa lignée dynastique. Il impose derechef une tutelle, tout en accordant des garanties aux bourgeois imposables qui refusent la justice vénale de ses ministériaux. Pour renflouer sa trésorerie, il fait ostensiblement monter la pression fiscale, alors que les affaires de négoce sont mauvaises. Il fait contrôler par ses ministériaux le val d'Urseren et l'enclave d'Engelberg, pour isoler les possibles récalcitrants. Il rachète la totalité de Lucerne en 1291. Empereur par élection, il agit uniquement en faveur des intérêts politiques évidents de sa dynastie. Dès l'annonce de son agonie le 15 juillet 1291, une rébellion violente des précédents contribuables soumis éclate.
La succession impériale, apparemment assurée par l'amoncellement de réserves de paiement aux électeurs soudoyés, avorte. Albert d'Autriche s'incline face à Adolphe de Nassau. Tout à sa joie d'honorer ses soutiens, ennemis déclarés et pourtant sujets de son concurrent malheureux, le nouvel empereur accorde sans trop barguigner sa reconnaissance des chartes à Uri et Schwytz en 1297. Mais Albert, fils de Rodolphe et puissant avoué de l'abbaye d'Einsiedeln, est nommé empereur en 1298. Il faut renégocier et la velléité d'indépendance et de franchise de transport est compromise.
La partie de bras de fer se rejoue entre rébellion et négociation ferme perturbée par la révolte paysanne qui, longtemps inaudible, gronde et se fait entendre par la bouche des ténors bourgeois, solidaires. Mais Albert disparaît, assassiné en 1308. Le vieil empereur Henri VII de Luxembourg lui succède la même année, confirmant illico presto les franchises d'Uri et de Schwytz, tout en les étendant à Unterwald. Sa mort en 1313 ouvre une compétition entre Frédéric le Bel, membre de la lignée Habsbourg, et Louis de Bavière. Le duc Léopold, frère de Frédéric, a décidé d'en finir avec ses sujets bourgeois récalcitrants : il leur ferme le marché de Lucerne en 1314 et entreprend de les châtier. Le Rubicon est franchi, avec la constitution de l'armée de répression.
Mais pourquoi n'est-il point possible de revenir au statu quo ante et à un modus vivendi entre puissants dignitaires et contribuables bourgeois ? Il y a bien une crise multiple, elle a touché le transport et l'économie, elle concerne la vie urbaine et paysanne. Les maîtres du pouvoir veulent résoudre la difficulté en accroissant leur pouvoir et leur hégémonie.

### Une crise européenne de l'économie et du transport
L'ouverture des liaisons maritimes entre Gênes et la Flandre a profondément modifié l'économie des échanges et du transport, comme l'atteste la montée en puissance de Bruges, bientôt soutenue par ses fournisseurs et leurs pays. Au début du XIVe siècle, le désenclavement maritime entre la Méditerranée occidentale et les rivages occidentaux de l'Atlantique et de la mer du Nord est une réalité qui bouleverse sur de nombreux plans l'économie et la politique européenne, issue de l'hégémonie franco-flamande stable du XIIe siècle. Le royaume de France, malgré sa puissance et son rayonnement, est une grande victime de cette mutation car elle est un carrefour de routes marchandes. Philippe le Bel fait face durant son règne ; il renfloue les caisses vides de la couronne en spoliant l'ordre du Temple et empêche l'érosion de son prestige en captant la papauté en Avignon et en limitant la montée patrimoniale des puissants seigneurs ou la gestion conservatrice des bourgeoisies opulentes, les deux catégories réinventant une noblesse duale suivant l'exemple italien. Ses trois fils, les derniers Capétiens, doivent régler des disettes et troubles sociaux graves, ainsi qu'une insécurité montante. Une des solutions bourgeoises est caractérisée par une montée des corporatismes, pour répondre aux attentats et violences des seigneurs brigands.
Le monde germanique, victime en outre d'une déliquescence du pouvoir régalien, voit la genèse de la Hanse des villes entre 1280 et 1300, qui essaient d'assurer la sécurité et le monopole des transports. Le coût du fret longue distance continue de baisser grâce aux innovations maritimes qui se multiplient, autant techniques que financières. Les cols alpins gardent encore une dimension régionale cruciale entre mondes germanique et italien, mais désormais, les puissances politiques et financières alpines se battent pour se constituer un monopole. La dynastie Habsbourg originaire de Haute-Alsace et d'Argovie maîtrise la voie tyrolienne et doit assujettir définitivement les autres passes montagnardes alpines, pour conforter une rente déclinante en cas de concurrence. Les villes des vallées suisses stratégiques, qui avaient grappillé autrefois des droits communaux et une semi-autonomie au temps de la prospérité, s'accrochent au foyer de leur richesse passée.

### Stratégie d'association
Les paysans, divisés par leurs origines, restent prudents : ils ont des échanges nécessaires avec les petites villes qui drainent les richesses transportées des cols, mais les maîtres des alpages et des vastes forêts sont d'abord les religieux au nom de l'Empereur. Les baux et contrats que les paysans alémaniques ont passés concernent derechef les seigneurs maîtres des foresteries, notamment, toujours au nom du pouvoir impérial, le temporel de l'abbaye d'Einsiedeln ou l'avoué ou advocatus, en principe protecteur ou défenseur des droits de celle-ci. Ce ne sont pas des combattants, en dépit de la légende tenace qui leur fait manipuler seulement des hallebardes.
Mais parfois leurs colères face à des injustices flagrantes peuvent être redoutables. Pour les informer ou attiser leur haine, les petits plaids ou conseils à l'échelle cantonale, à l'origine réservés aux plus pauvres, les résidents des foresteries non accablés par le statut de servage, jouent un rôle non négligeable, d'autant plus que les autorités des villes associées leur font l'honneur d'y participer. Il est probable que, même les officiers nommés par les seigneurs ou responsables élus des foresteries, participent à la rébellion, en 1291 comme en 1314. Dans ce cas extrême, les dirigeants et maîtres politiques des villes unies peuvent compter sur la solidarité de la population. Mais, une fois ce préalable assuré, ils savent d'emblée que la décision de l'affrontement leur revient, les populations paysannes, en dehors de la préparation logistique, ne pourront jouer discrètement qu'un rôle d'espionnage prudent et efficace pour la collecte des faits observés et des mouvements de troupes, ouvertement servir la logistique militaire par leurs fonctions hivernales, par ailleurs rétribuées, de bûcherons, de débardeurs ou de voituriers, éventuellement se ruer en foule sur le reliquat d'une armée disloquée, c'est-à-dire des éléments dispersés en débandade. Qui pourra dire, dans cette dernière situation, si les règles de la guerre seront respectées ? Habituellement, les familles paysannes fuient devant l'arrivée des soudards, anticipant les rapines et les brutalités. Mais quand ils mesurent l'infériorité de leurs assaillants, certains d'entre eux se rassemblent pour piéger leurs ennemis et les massacrer.

## Bataille
Le frère de Frédéric, Léopold Ier d'Autriche, avait avec lui une armée complète (3 000  à   5 000 hommes armés, un tiers étant des cavaliers). Les chefs peuvent prévoir une attaque surprise contre Schwytz par le sud, aux alentours du lac d'Ägeri et du passage de Morgarten. Ils s’attendent à une victoire totale et aisée sur ces simples roturiers et paysans qui défient les Habsbourg. Mais les Schwytzois guidés par Werner Stauffacher, ayant été prévenus par un réseau d'observation discret des habitants et paysans, attendent de pied ferme l’ennemi en embuscade, à un passage étroit de la route, entre la pente et le lac, près du col de Morgarten,.
Le rassemblement militaire a lieu à Zoug et l'armée des Habsbourg part la nuit, alors que le ciel est clair et que la lune donne une bonne visibilité. Le chemin le long du lac est un chemin étroit entre le talus et les rives marécageuses du lac d'Ägeri. Elle se dirige ensuite vers un ravin du Figlenfluh en direction de Sattel.
À Schafstetten, les Schwytzois se mettent avec leurs seuls alliés, les militaires d'Uri, en embuscade. L'attaque a lieu seulement lorsque la colonne de cavaliers est piégée sur une distance de près de deux kilomètres le long du lac d'Ägeri et dans le ravin après que la tête de colonne se soit arrêtée au barrage de Schafstetten. Du côté des collines, la colonne de cavalerie est arrêtée par des arbres abattus en divers endroits, ainsi que des enchevêtrements de chariots compacts. Un mouvement de repli est entravé par des chutes de corps divers. Le duc Léopold qui était resté prudemment en retrait réussit à s'échapper grâce à la connaissance des lieux de son accompagnateur qui anticipe une déroute sur ce genre d'attaque.
Recevant des pierres de la taille d'un poing violemment projetées et vraisemblablement des rondins légers catapultés ou des troncs massifs roulés en tas, chevaux et hommes sont effrayés puis les cavaliers bardés de fer, restant en selle tout accaparés à calmer leur monture, sont visés en priorité par des jets multiples, puissants et denses de fléchettes d'arbalètes, transperçant parfois les armures des chevaliers, leurs servants à pied ou la piétaille dense recouverts de flèches grossières, parfois à bout bitumineux enflammés. Les rescapés sont enfin attaqués à la hallebarde par des piquiers en formation compacte, minimisant les risques et déchiquetant patiemment les chairs. Les cavaliers, entravés, ne peuvent pas prendre des initiatives collectives. Ils ont peu de place pour leur défense, l'infanterie attaquée est mobile, elle évite les obstacles, court, se reforme, ivre d'en découdre. À ce stade, il n'est nullement évident que la bataille, mal commencée, se termine par une défaite écrasante des Habsbourg.
Au cours de la confusion occasionnée par les cavaliers en déroute et la masse de l'infanterie qui s'avançait toujours, beaucoup furent poussés dans le lac et les marais et furent récupérés et tués. D'autres groupes, plus ou moins isolés en fuite, sont étrillés par les bandes de paysans qui rôdent dans les abords, attirés par la vengeance et désireux, comme il est saison après Toussaint, de « couper du bois ». L'infanterie schwytzoise intervient de manière décisive dans les derniers combats indécis. Mais la connaissance du terrain et l'ardeur des combattants du lieu, qui sont maintenant à égalité numérique, s'imposent à long terme. Il faut éliminer les formations résistantes en tuant homme par homme. Le moral schwytzois, malgré les premières pertes, se regonfle avec les renforts qui affluent. Après plusieurs heures de résistance, les combattants Habsbourg, acculés, tentent de fuir ou se rendent.

## Conséquences de la victoire confédérée

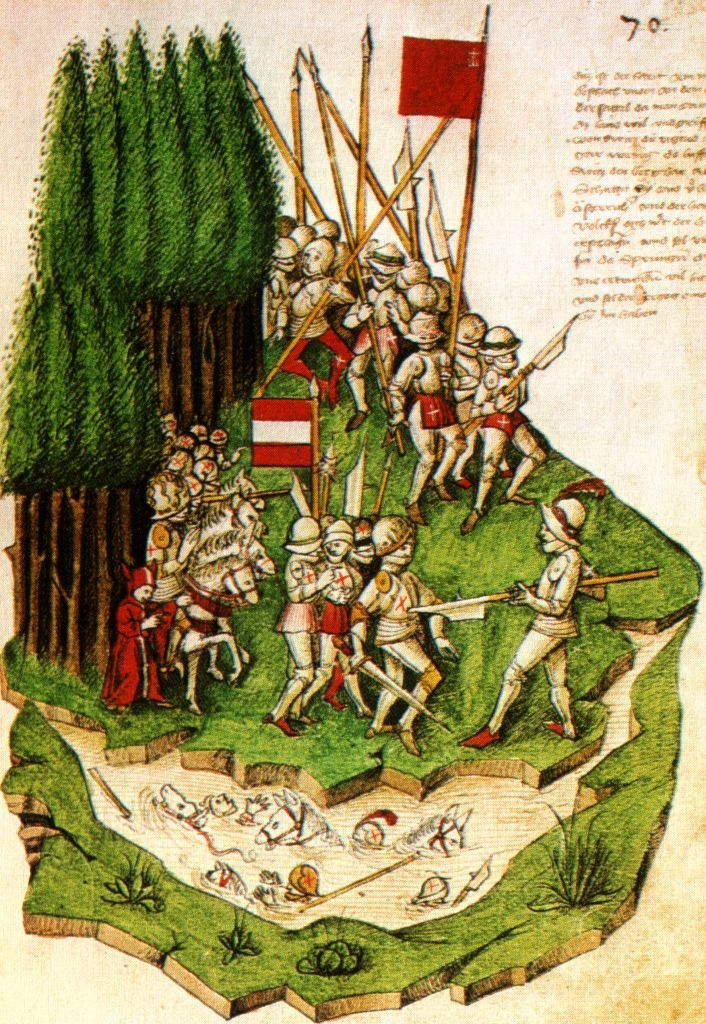
Bataille de Morgarten, selon la Chronique illustrée de Tschachtlan (achevée vers 1470).

Ce 15 novembre dans ce lieu aujourd'hui si paisible fut un grand massacre des alliés des Habsbourg qui étaient de provenance de Zoug, Lucerne, Zurich, etc. et qui ne pouvaient se défendre correctement du fait de la grande confusion dans leurs rangs, et parce qu'ils étaient aveuglés par le soleil qui se levait. En effet, l’avant-garde se battait pour rompre les lignes sans avoir l’appui de l’arrière-garde qui s’enfuyait, la confusion étant telle qu’aucun ordre n’était respecté. De plus, il est communément affirmé que les soldats montagnards n’ayant aucun intérêt à faire des prisonniers, ils assommèrent les blessés et les dépouillèrent complètement. Ce qui est plus vraisemblable est que de nombreux cavaliers et soldats, indemnes de tirs d'arbalètes, tentèrent de fuir par le lac mais que la plupart se noyèrent à cause du poids des armures et des troncs et rondins, plus ou moins mobiles, qui s'y étaient amassés dans un désordre instable.
Ces assertions participent concrètement à fonder la réputation barbare et impie des Confédérés, ainsi que leur mépris du combat chevaleresques que les écrivains de Bourgogne propageront. On les considère a contrario comme une force d'infanterie à la fois rude et inventive, composée de féroces et redoutables combattants attaquant au son de la corne d'Uri, respectés des autres pays et disciplinés s'il le faut. Ainsi l'historiographie postérieure s'empare et promeut l'une des rares occasions, au Moyen Âge, où des communautés urbaines et paysannes, solidaires, réussirent à s'émanciper de leur suzerain féodal.
Il est évident que, au contraire des bandes paysannes, les soldats victorieux des petites villes n'ont exterminé ni les combattants qui se rendaient épuisés ni les blessés. En capturant quelques chevaliers nobles, un chef de groupe pouvait obtenir une part de rançon, bien supérieure à la solde annuelle de sa troupe. Les simples soldats survivants, insolvables ou sans soutien, pouvaient être placés comme mercenaires à bon prix ailleurs. La vente après d'âpres négociations ou le retour de prisonniers, parfois longtemps après la bataille, était un geste de paix et de fraternité.
Si la victoire de Morgarten renforce la cohésion des cantons alpins, déjà unis, leur rallie-t-elle les cantons environnants et surtout les villes de Lucerne, Zurich et Berne ? La réponse à court terme est un non catégorique car la confédération embryonnaire est plus isolée que jamais. Les communes libres et bourgeoises jouent la solidarité avec le perdant, mais demandent avec véhémence paix et clémence pour clore la lutte fratricide. Actant la faiblesse de la grande noblesse, leurs dirigeants se réservent habilement une marge de manœuvre politique et n'excluent pas, en secret et plus tard, de faire front commun avec les cantons paysans et les petites villes des passes alpines contre les prétentions des maîtres Habsbourg.
Il faut attendre presque une génération pour que le pacte d'alliance entre ville et(ou) petits États en gestation s'agrandisse véritablement. La ville débouché des vallées, Lucerne, n'abat sa carte de ralliement qu'à la suite d'une révolte bourgeoise en 1332. Elle accepte une première alliance perpétuelle, mais c'est elle, par sa situation géopolitique et sa richesse de ville-pont, qui est la maîtresse du jeu politique. L'émancipation des Habsbourg est d'abord sa visée, et la collaboration étatique avec les Trois Cantons préservés, à toutes fins utiles, un prétexte.
Zurich hésite à partir de 1336, date d'une puissante révolte des corporations pour s'affilier, après la terrible guerre zurichoise, officiellement à ce qui est déjà une ligue politique et militaire de sécurisation des transports, de type hanse, en 1351. Les graves troubles pesteux depuis 1349, éliminant les hommes de manière plus efficace que les guerres répétées, et surtout Zurich, qui suit d'abord ses propres intérêts, relance le conflit contre l'Autriche des Habsbourg. Assiégée au cours du conflit, Zoug laissée sans défense se rend aux confédérés, elle signe un accord d'entrée à égalité dans l'union alors que les montagnards de Glaris, bourgeois et pauvres paysans en révolte, n'obtiennent qu'un statut secondaire. Pour arrêter les frais de la guerre, Lucerne, appuyée par les Waldstätten, négocie en 1352 avec le duc d'Autriche, qui est encore son seigneur Habsbourg. Les accords avec Glaris et Zoug ne durent que quelques semaines, les deux entités sont livrées aux forces du duc d'Autriche. Zurich obtient de nouvelles libertés de son seigneur, les Waldstätten ont maintenant, en récupérant une partie des droits d'avouerie des Habsbourg, la mainmise sur les paysans des bans et des foresteries de ce qu'ils peuvent désormais nommer leurs cantons d'Uri, de Schwytz et d'Unterwald. Lucerne, économe et avisée négociatrice, reçoit les compliments de son seigneur.
Berne signe un traité d'alliance en 1353. Mais elle avait déjà sollicité le soutien des quatre entités fédérées en 1339, à l'occasion de la violente rébellion de la noblesse du plateau suisse occidental. Lucerne était restée neutre pour ne pas déplaire à son seigneur Habsbourg, mais les Waldstäten avaient fourni une infanterie décisive de première ligne, fort appréciée, décimant la noblesse. Berne avait soumis après 1341 ses anciens alliés montagnards de la haute vallée de l'Aar, réclamants trop de droits et d'avantages. Les récalcitrants, nobles et paysans, pourtant voisins d'Unterwald et d'Uri, avaient été matés dans le sang. Berne désormais contrôlait le col du Grimsel.
Zoug est conquise en 1365. En 1370, la « charte des prêtres » exacerbe les nobles princes : elle stipule que l'allégeance au droit local, en particulier les ordres des confédérés, est prioritaire à l'hommage et au respect de la suzeraineté. Aussi la crainte d'un retour de la puissance seigneuriale renforce l'union diplomatique des confédérés.
Les six cantons se rendent bien compte que le retour offensif de la maison d'Autriche est toujours possible. C'est cette menace constante qui force les alliances, entre des intérêts locaux jamais convergents. Alors Berne s'engage pour balayer le retour de l'influence habsbourg, jugée indésirable aux marges de ses remparts, Lucerne irritée par l'attitude de son seigneur Habsbourg provoque soudain la guerre. Les victoires surprises de Sempach et Naefels, respectivement le 9 juillet 1386 et le 9 avril 1388, entérine un État confédéré naissant, au moins sur les plans militaire et diplomatique. Sempach voit un carnage de la noblesse d'Alsace, d'Argovie, de Thurgovie, des environs du lac de Constance, du Tyrol et de l'Autriche, conduite par le duc Léopold qui y perd la vie. Après Naefels, le canton de Glaris est libéré et reprend son statut accordé en 1352. Il n'aura les mêmes droits de défense qu'au milieu du XVe siècle.
La logique d'expansion se met en place. La conquête sérieuse des vallées d'Italie, pour sécuriser les passes, peut commencer, ainsi que les multiples alliances de combourgeoisies, qui rapprochent, par exemple, les dirigeants des villes alémaniques libres ou de la haute vallée rhénane, non sujettes aux Habsbourg. Glaris prend pied dès 1400 dans les Grisons. Uri et Obwald opèrent un protectorat sur la levantine, une partie du Haut-Tessin en 1402. Lucerne, Uri et Unterwald s'engagent dans le haut Valais en contrôlant ses passes-entrées.
Au XVe siècle, Schwytz, nom commun de la confédération préservé en hommage tacite à Morgarten, est devenue une puissance militaire redoutable, qui étend ses réseaux en tentacules au long des voies de transports et d'échanges économiques cruciaux. La maison d'Autriche est une de ces grandes victimes : elle perd la plupart de ses vastes possessions du plateau suisse, de Fribourg au lac de Constance, lors de deux moments de faiblesse, en 1415 et 1460. Ces Hautes ligues restent toutefois sans unité politique. Parfois, villes ou cantons hégémoniques se battent entre eux, à l'instar des villes italiennes. Mais la confédération se maintient par un faisceau d'intérêts bourgeois. Il faudra encore du temps pour que le Royaume de France commence à lorgner son alliance, et encore plus pour qu'elle soit reçue comme un état politique indépendant.

## Sources et traditions
La bataille de Morgarten est mentionnée dans la chronique de Pierre de Zittau : « Un peuple pour ainsi dire désarmé, insignifiant dans un pays appelé Sweicz et Uherach (Schwytz et Uri) a tué presque 2 000 guerriers et le duc est à peine parvenu à échapper au massacre. ». Cependant, les sources écrites sont assez rares sur l'événement. Au XIVe siècle, elles comprennent la chronique rhénane (écrite vers 1337-38), la chronique de Jean de Viktring (vers 1340-1344) et la chronique de Jean de Winterthur (1340-1348).
La tradition orale, notamment soldatesque avec ses raconteurs d'histoires ou paysanne avec ses conteurs, a transformé cet événement, mais l'a aussi transmis. Aussi il y a pléthore de choses débattues et de divergences d'interprétations parmi les historiens : les Uranais ont-ils participé à la bataille ? La tradition orale acquiesce, il serait d'ailleurs logique que cet allié central ait fourni les renforts nécessaires pour clore la bataille, située en un lieu excentré, frontalier du canton de Schwytz. La modeste armée d'Unterwald s'est-elle abstenue, suivant les recommandations craintives de ses chefs, ou était-elle accaparée par la défense du col du Brunig, lieu stratégique également placé en état d'alerte ? La tradition orale ne répond pas, signalant que, même avertis rapidement, les responsables considéraient le lieu de bataille trop éloigné pour que leur modeste renfort soit efficace en arrivant à temps.
Au XVIe siècle, le chroniqueur Gilles Tschudi reprend et brasse tous ces éléments anciens avec les premiers essais de littérature urbaine de la confédération pour livrer une chronique édifiante, en grande partie inventée ou déformée. Dès le XVe siècle, le Livre blanc de Sarnen évoquait la légende de Guillaume Tell, refusant de saluer le ministérial autrichien postiche et la conjuration des trois Suisses :  Werner Stauffacher, homme à la maison de pierre surimposée, Walter Fürst d'Uri, Arnold an der Halden, l'éleveur paysan du Melchtal (Unterwald), avec leur serment solennel à la prairie du Rütli. Ces légendes mises en mode historiographique font le délice des romantiques allemands, après l'adaptation de Schiller.
Il n'est pas innocent, comme le souligne l'historien suisse Langendorf, que la vision mythique de Morgarten ressurgisse dans les périodes les plus noires de la confédération, menacée par la montée des fascismes et le chamboulement européen de la Seconde Guerre mondiale tout en prônant la défense acharnée de son réduit alpin. Pendant la menace de la Suisse par les fascistes dans les années 1930/1940 l'histoire fut exagérée : « Lorsque les Habsbourg arrivèrent sur le lieu de l’embuscade, une avalanche de pierres, de rochers, et de troncs d’arbres dévala sur les chevaliers, effrayant les chevaux et provoquant la confusion. C’est à ce moment-là que les Schwytzois, conduits par Werner Stauffacher, attaquèrent. » Et des images avec des chevaliers passant sous des falaises sur lesquelles les Schwytzois jetaient des rochers furent publiées. Ces exagérations peuvent être contredites par une simple promenade de Hauptsee à Sattel sur l'ancienne route.

## Commémorations

### Édifices
Une chapelle construite en 1501 est dédiée à la bataille de Morgarten (Die Schlachtkapelle). Un porche lui a été ajouté au XVIIIe siècle qui protégeait une peinture murale de Michael Föhn, terminée en 1820 et nommée la bataille de Morgarten. Elle a été remplacée en 1957 par une œuvre du peintre Hans Schilter de Goldau intitulée Aufmarsch zur Schlacht (« En marche vers la bataille »). Le même peintre a représenté sur le côté du chœur le patron des voyageurs, saint Christophe, suivant une ancienne tradition des pays alpins.
Un monument a été inauguré en 1908 à la mémoire des « héros de la bataille » (Den Helden von Morgarten 1315), à 2 km au nord du lieu des combats. Une inscription en lettres de bronze précise : « Le 15 novembre 1315, pour Dieu et la patrie, les Confédérés ont mené à Morgarten la première bataille pour la liberté ». Sous cette inscription se trouve un bas-relief de Hermann Haller (1880-1950) : « Le lanceur de pierres ». Le monument est l’œuvre de l’architecte Robert Rittmeyer de Winterthour.

### Célébrations annuelles
La Fondation des écoliers suisses pour la conservation du champ de bataille de Morgarten (Morgartenstiftung) est aujourd’hui propriétaire du terrain. Elle agit pour la conservation du site historique en tant que lieu de mémoire.
Une commémoration annuelle aurait eu lieu à l’initiative des Schwytzois déjà peu après la bataille selon la chronique de Jean de Winterthour. Les célébrations se sont déroulées le jour de Saint Othmar, d'abord dans l'église paroissiale de Sattel, puis dans la chapelle de Schornen au moins dès 1501. Au XIXe siècle, on organise des fêtes commémoratives. Le Conseil d’État schwyzois décide en 1940 que ces commémorations auront lieu tous les cinq ans. Un cortège solennel va de Sattel à Schornen.
Les célébrations séculières font l’objet de grandes fêtes en 1815 (500e), 1915 (600e), 1965 (650e) et 2015 (700e). La fête de 1815 a eu lieu dans un contexte de problèmes politiques, elle est restée locale. La célébration du six-centième anniversaire s’est déroulée pendant la Première Guerre mondiale, c’est la première à prendre une dimension fédérale. Elle contribue à transformer Morgarten en mythe fondateur de la Confédération. Une médaille a été réalisée et des cartes postales sont publiées qui représentent « de hardis montagnards de Suisse primitive, prêts à d'âpres combats ». C’est le canton de Schwyz qui organise les festivités du 650e anniversaire. Aux élans patriotiques s’ajoutent un questionnement sur la solidarité internationale et sur l’« attitude individualiste » de la Suisse. Une médaille ou Thaler est réalisée par le sculpteur schwytzois Josef Nauer,. Pour le 700e anniversaire en 2015, on crée un sentier thématique et un centre d’information.

### Tir de Morgarten
Le « Tir de Morgarten » est une compétition de tir à 300 mètres qui s'est déroulée la première fois le 14 juillet 1895 à Oberägeri. Cette manifestation avait pour but de réunir des fonds pour élever un mémorial, sans succès malgré les 10 000 participants. D’autres fêtes de tir ont été organisées par la suite, dont celle de 1912 rassemblant 204 tireurs dans la vallée d'Ägeri. L'association des tireurs de Morgarten est fondée la même année, avec pour but : « En mémoire de la première bataille pour la liberté, celle de Morgarten, et pour entretenir un esprit de camaraderie confédérale, les tirs de Morgarten ont lieu le 15 novembre de chaque année, soit le jour de la commémoration historique. Cela doit avoir lieu à l'endroit du mémorial ou à proximité immédiate de ce dernier. » L'association se compose de sociétés de tir, en 2015 ce sont dix sections zougoises et 70 sections d'autres cantons de Suisse alémanique et du Tessin. En 1937, lors du 25e anniversaire de l’association, 720 tireurs de 66 sections participent. En 1962, ce sont 1 250 tireurs de 80 sections.
Par ailleurs, les « Tirs au pistolet historiques de Morgarten », à 50 mètres, ont lieu depuis 1957 près de la chapelle de Schornen.

## Dans la culture populaire
Le nom de Morgarten est aussi celui d'un groupe de folk-black metal qui s'inspire librement de l'histoire suisse.
Un jeu de simulations historiques se base sur les principales batailles de l'histoire suisse dont celle de Morgarten.
« Morgarten ist kein fertig »[réf. nécessaire] : vieille expression alsacienne ou alémanique (« Morgarten (la bataille suisse par excellence) n'est point terminée »), indiquant que les armées suivent toujours une logique redoutable pour l'hégémonie de leur pays.

## Galerie

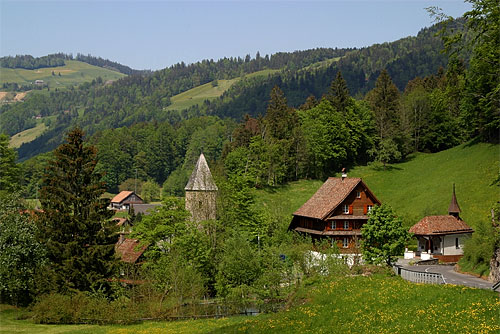
Schornen – Morgarten (SZ).
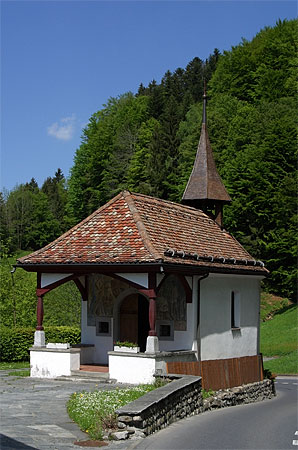
Chapelle de Morgarten près de Schornen (SZ).
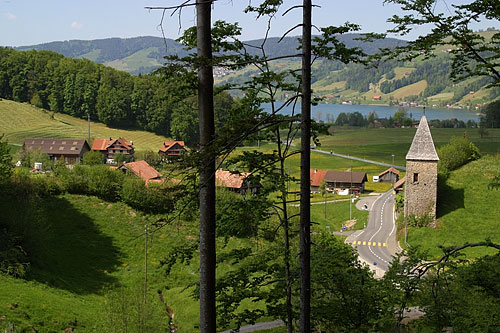
Tour de la Letzi à Morgarten/Schornen (SZ).
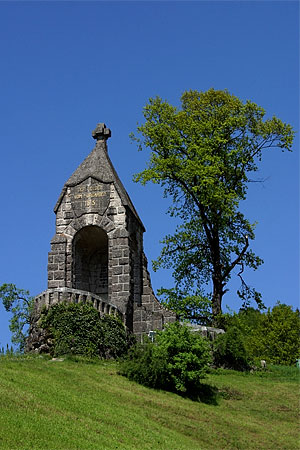
Monument de la chapelle à Hauptsee (ZG).
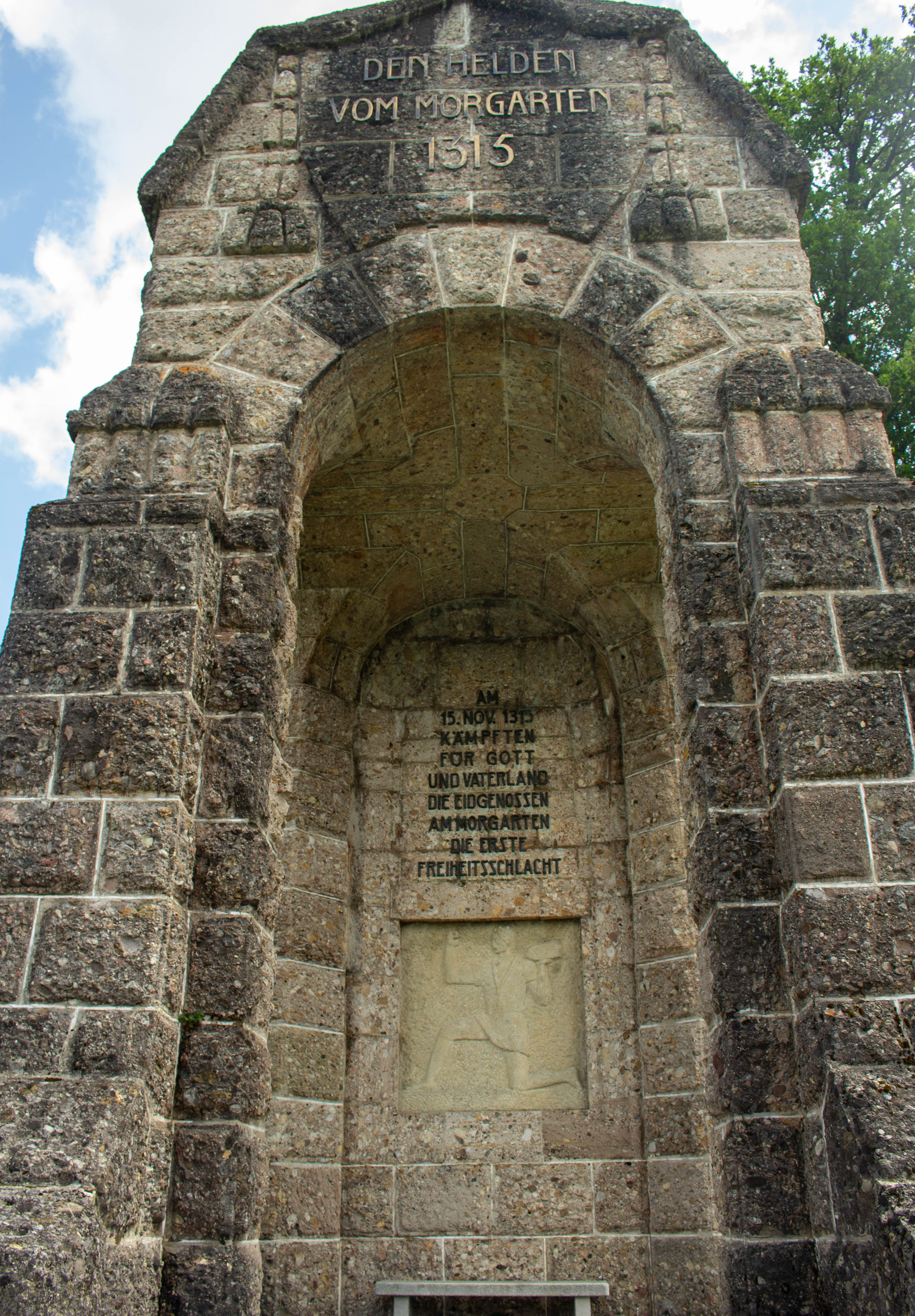
Vue intérieure du Morgartendenkmal

## Filmographie
Le réalisateur suisse Leopold Lindtberg tourne en 1941 Landammann Stauffacher, film mettant en scène la bataille de Morgarten, avec Heinrich Gretler et Anne-Marie Blanc. Ce film historique est aussi un film de combat, tourné pour renforcer le patriotisme suisse face au danger nazi : après le rapport du Grütli du 25 juillet 1940, où six cent cinquante commandants de l'armée suisse avaient renouvelé leur serment de fidélité au drapeau suisse, le scénariste Richard Schweizer, qui entendait d'abord mettre en scène le fils de Guillaume Tell, décida de se concentrer sur le chef militaire de Morgarten, pour le présenter comme le précurseur du général Henri Guisan.
Erich Langjahr a tourné en 1978 un film sur la bataille de Morgarten (Morgarten findet statt en allemand), mettant en scène le concours de tir organisé sur place chaque année pour la commémorer, avec des emprunts à d'autres documents dont le film de Lindtberg.

## Débats actuels entre historiens
- « Morgarten, une bataille symbolique », entretien avec François Walter, historien et auteur de Histoire de la Suisse, PUS 2010 [Voir en ligne].
- « Les conséquences de Morgarten ». Entretien avec J.-J. Langendorf, historien, auteur de Histoire de la Neutralité, Infolio [Voir en ligne].
- « Morgarten n'est plus une affabulation cocardière », par Gilbert Salem, 24 heures, 17 octobre 2015 [Voir en ligne].